# 1017・ブリック・スクワッド・レコード
1017・ブリック・スクワッド・レコード (1017 Brick Squad Records) とは、アメリカ合衆国のレコード・レーベルである。ジョージア州, アトランタに拠点を置いている。2007年に、ラッパーのグッチ・メインが創設した。

## 契約アーティスト
- グッチ・メイン
- ヤング・スクーター
- OJ・ダ・ジュースマン

## 契約プロデューサー
- レックス・ルガー
- サウスサイド
- 808・マフィア

## かつて契約していたアーティスト
- ワカ・フロッカ・フレイム